# Чемпіонат СРСР з хокею із шайбою 1959—1960
14-й чемпіонат СРСР з хокею із шайбою проходив з 1 жовтня 1959 по 26 квітня 1960. У змаганні брали участь вісімнадцять команд. Переможцем став клуб ЦСКА. Найкращий снайпер — Роберт Схаровський (36 закинутих шайб).
Турнір проходив за новою формулою, після першого етапу в групах, на другому в плей-оф виявили чемпіона та призерів.

## Попередній етап

### Група А
| М  | Команда              | І  | Пер | Н | Пор | Ш      | О  |
| -- | -------------------- | -- | --- | - | --- | ------ | -- |
| 1. | ЦСКА                 | 25 | 19  | 1 | 5   | 109:66 | 39 |
| 2. | «Крила Рад» Москва   | 25 | 14  | 3 | 8   | 111:87 | 31 |
| 3. | «Динамо» Москва      | 25 | 13  | 1 | 11  | 91:76  | 27 |
| 4. | «Локомотив» Москва   | 25 | 12  | 2 | 11  | 78:78  | 26 |
| 5. | «Хімік» Воскресенськ | 25 | 8   | 2 | 15  | 73:99  | 18 |
| 6. | «Спартак» Москва     | 25 | 3   | 3 | 19  | 56:112 | 9  |

Скорочення: М = підсумкове місце, І = ігри, Пер = перемоги, Н = нічиї, Пор = поразки, Ш = закинуті та пропущені шайби, О = набрані очки

### Група Б
| М  | Команда               | І  | Пер | Н | Пор | Ш      | О  |
| -- | --------------------- | -- | --- | - | --- | ------ | -- |
| 1. | Електросталь          | 25 | 16  | 5 | 4   | 127:67 | 37 |
| 2. | СКА Ленінград         | 25 | 16  | 4 | 5   | 95:52  | 36 |
| 3. | «Кіровець» Ленінград  | 25 | 13  | 6 | 6   | 118:62 | 32 |
| 4. | Команда міста Калінін | 25 | 13  | 4 | 8   | 102:72 | 30 |
| 5. | ЛІІЖТ Ленінград       | 25 | 6   | 2 | 17  | 77:140 | 14 |
| 6. | «Вагонобудівник» Рига | 25 | 0   | 1 | 24  | 43:169 | 1  |

### Група В
| М  | Команда               | І  | Пер | Н | Пор | Ш       | О  |
| -- | --------------------- | -- | --- | - | --- | ------- | -- |
| 1. | «Торпедо» Горький     | 30 | 22  | 5 | 3   | 153:74  | 49 |
| 2. | «Трактор» Челябінськ  | 30 | 19  | 7 | 4   | 114:65  | 45 |
| 3. | «Динамо» Новосибірськ | 30 | 14  | 3 | 13  | 111:100 | 31 |
| 4. | «Спартак» Свердловськ | 30 | 12  | 2 | 16  | 104:119 | 26 |
| 5. | «Молот» Перм          | 30 | 5   | 5 | 20  | 72:130  | 15 |
| 6. | «Спартак» Омськ       | 30 | 4   | 6 | 20  | 72:138  | 14 |

## Плей-оф

### 1/8 фіналу
- ЦСКА — «Кіровець» Ленінград — 3:3, 5:1, 7:3
- «Крила Рад» Москва — «Спартак» Свердловськ — 5:2, 12:5
- «Динамо» Москва — «Динамо» Новосибірськ — 4:4, 6:2, 6:1
- «Локомотив» Москва — Команда міста Калінін — 4:3, 4:1

### 1/4 фіналу
- ЦСКА — «Торпедо» Горький — 5:6, 3:1, 8:0
- «Крила Рад» Москва — СКА Ленінград — 9:2, 6:2
- «Динамо» Москва — Електросталь — 4:2, 4:0
- «Локомотив» Москва — «Трактор» Челябінськ — 2:3, 4:1, 9:2

### 1/2 фіналу
- ЦСКА — «Крила Рад» Москва — 7:1, 5:0
- «Динамо» Москва — «Локомотив» Москва — 5:1, 1:3, 5:3

### Матчі за 3 місце
- «Крила Рад» Москва — «Локомотив» Москва — 7:3, 8:4

### Фінал
- ЦСКА — «Динамо» Москва — 10:4, 5:0, 5:1

## Найкращі снайпери
1. Роберт Сахаровський («Торпедо» Горький) — 36
2. Ігор Шичков («Торпедо» Горький) — 28
3. Микола Снєтков («Локомотив» Москва) — 27

## Кваліфікація 5-18 місця

### 5-8 місця
- Електросталь — «Трактор» Челябінськ — 5:2, 6:4
- «Торпедо» Горький — СКА Ленінград — 5:2, 2:3

#### 5-6 місця
- «Торпедо» Горький — Електросталь — 9:0, 5:1

#### 7-8 місця
- СКА Ленінград — «Трактор» Челябінськ — 6:3, 2:1

### 9-12 місця
- «Динамо» Новосибірськ — Команда міста Калінін — 3:1, 2:1
- «Кіровець» Ленінград — «Спартак» Свердловськ — 3:1, 0:5, 4:2

#### 9-10 місця
- «Динамо» Новосибірськ — «Кіровець» Ленінград — ?:?, ?:?

#### 11-12 місця
- «Спартак» Свердловськ — Команда міста Калінін — 8:5, 1:2

### 13-15 місця
| М   | Команда              | І | Пер | Н | Пор | Ш    | О |
| --- | -------------------- | - | --- | - | --- | ---- | - |
| 13. | «Хімік» Воскресенськ | 4 | 3   | 0 | 1   | 23:1 | 6 |
| 14. | «Молот» Перм         | 4 | 2   | 0 | 2   | 5:14 | 4 |
| 15. | ЛІІЖТ Ленінград      | 4 | 1   | 0 | 3   | 7:20 | 2 |

### 16-18 місця
| М   | Команда               | І | Пер | Н | Пор | Ш    | О |
| --- | --------------------- | - | --- | - | --- | ---- | - |
| 16. | «Спартак» Омськ       | 4 | 3   | 0 | 1   | 19:8 | 6 |
| 17. | «Спартак» Москва      | 4 | 2   | 0 | 2   | 18:6 | 4 |
| 18. | «Вагонобудівник» Рига | 4 | 1   | 0 | 3   | 8:31 | 2 |